# Theme from New York, New York
Theme from New York, New York (frequentemente abreviada como apenas "New York, New York") é a música-tema do filme de Martin Scorsese New York, New York (1977), composta por John Kander, com letras de Fred Ebb.
A canção foi escrita para o filme e interpretada por Liza Minnelli e foi indicada ao Globo de Ouro de melhor canção original daquele ano. Permanece como uma das canções mais conhecidas sobre Nova Iorque, e em 2004, foi classificada em 31º lugar na lista das melhores canções de filmes estadunidenses segundo o American Film Institute.
O compositor John Kander e o letrista Fred Ebb afirmaram no episódio de Biography do canal A&E sobre Liza Minnelli que atribuem o sucesso da canção ao ator Robert De Niro, que rejeitou o tema original do filme porque achou que era "muito fraco". A canção não se tornou um sucesso popular até ser apresentada em concerto por Frank Sinatra durante suas apresentações no Radio City Music Hall em outubro de 1978.
Liza Minnelli performou a canção ao vivo durante a cerimônia de 4 de julho de 1986, que marcou a reinauguração da Estátua da Liberdade após extensas reformas. Ela também a cantou no meio da sétima entrada no Shea Stadium durante um jogo do New York Mets, o primeiro evento esportivo profissional na área metropolitana após os ataques de 11 de setembro de 2001.

## Lista de faixas
- Créditos adaptados do single de "Theme From New York, New York".[5]

### Single 7"
Lado A
| N.º | Título                          | Compositor(es)         | Duração |  |
| 1.  | "Theme From New York, New York" | John Kander , Fred Ebb | 3:15    |  |

Lado B
| N.º | Título  | Compositor(es) | Duração |  |
| 1.  | "Hazoy" |                |         |  |

## Tabelas

### Tabelas semanais
| Tabela musical (1977)                                 | Melhor posição |
| ----------------------------------------------------- | -------------- |
| Estados Unidos (Billboard Bubbling Under the Hot 100) | 104            |

## Versão de Frank Sinatra

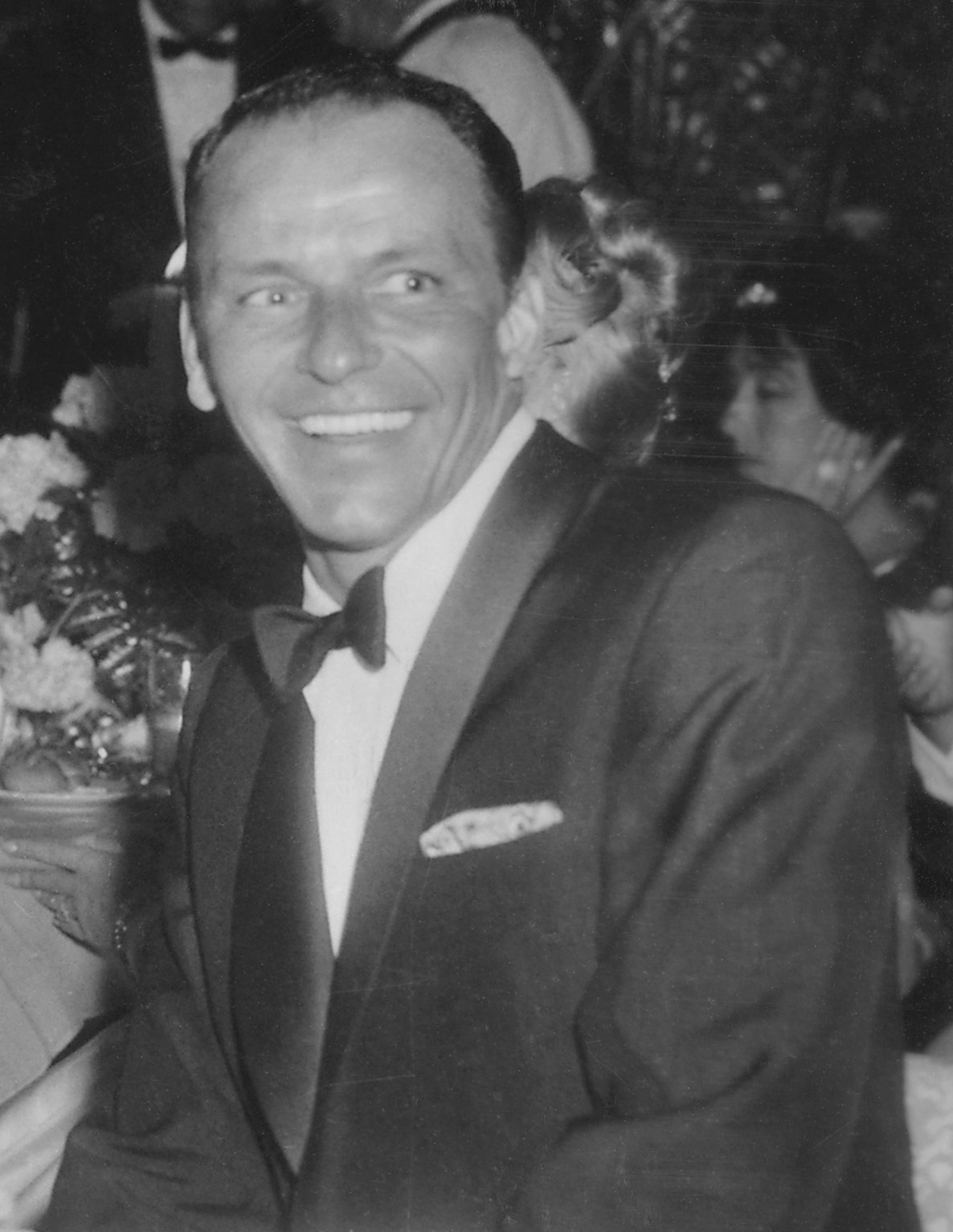
Frank Sinatra, que ajudou a popularizar "New York, New York".

Em 1979, "Theme from 'New York, New York'" foi gravada por Frank Sinatra para seu álbum Trilogy: Past Present Future (1980) e tornou-se intimamente associada a ele como uma de suas canções icônicas. Don Costa recebeu uma indicação ao Grammy pela enérgica orquestração.
Sinatra ocasionalmente apresentava a canção ao vivo com Minnelli como um dueto. Sinatra a gravou novamente para seu álbum de 1993 Duets, com Tony Bennett.
A gravação de Sinatra alcançou a posição #32 em junho de 1980, tornando-se seu último sucesso entre as 40 mais tocadas. Também foi um sucesso na categoria Adult Contemporary, chegando à posição #10 nos EUA e à posição #2 no Canadá. A canção fez uma aparição menor no Reino Unido (#59); no entanto, ela voltou às paradas vários anos depois e alcançou a posição #4 em 1986.
A canção foi indicada ao Grammy de Melhor Performance Vocal Pop Masculina, e Sinatra fez mais duas gravações em estúdio da canção em 1981 (para seu especial de TV da NBC The Man and His Music) e em 1993 (para a Capitol Records). Na última, um dueto eletrônico com Tony Bennett foi produzido para o álbum Duets de Sinatra.
As letras das versões de Sinatra diferem ligeiramente das letras originais de Ebb. Notavelmente, a frase "A-number-one", que não aparece nas letras originais, é cantada duas vezes no clímax da canção. (Ebb disse que "nem gostou" do uso de Sinatra de "A-number-one".) A frase é a primeira e a quarta em uma lista de três títulos superlativos que o cantor se esforça para alcançar - "A-number-one, topo da lista, rei da colina, A-number-one" - onde as letras originais de Ebb (interpretadas por Minnelli) eram "rei da colina, líder da lista, creme da safra e o topo do monte", rimando com "a cidade que não dorme".

### Tabelas

#### Tabelas semanais
| Tabela musical (1980)            | Melhor posição |
| -------------------------------- | -------------- |
| Canada RPM Adult Contemporary    | 2              |
| Irish Singles Chart              | 4              |
| UK Singles Chart                 | 59             |
| EUA Billboard Hot 100            | 32             |
| EUA Billboard Adult Contemporary | 10             |
| EUA Cash Box Top 100             | 35             |

| Tabela musical (1986) | Melhor posição |
| --------------------- | -------------- |
| Irlanda (IRMA)        | 4              |
| UK Singles Chart      | 4              |

## Na cultura popular
Muitas equipes esportivas de Nova York a tocaram em seus estádios e arenas, sendo o exemplo mais proeminente o New York Yankees. Ela é reproduzida nos alto-falantes tanto do Yankee Stadium original quanto do atual Yankee Stadium no final de cada jogo em casa dos Yankees desde julho de 1980. Inicialmente, a versão de Sinatra era tocada após uma vitória dos Yankees e a versão de Minnelli após uma derrota, mas devido a uma reclamação de Minnelli, a Sinatra version é agora ouvida independentemente do resultado do jogo.
A versão de Sinatra é reproduzida no final de todos os jogos do New York Rangers no Madison Square Garden. Ela foi tocada na abertura do Jogo 7 das Finais da Stanley Cup de 1994 no Garden. A canção também foi a canção do desfile pós-corrida do Belmont Stakes de 1997 a 2009, e desde 2011.
A canção serviu de base musical para o curta animado de três minutos de Jimmy Picker, Sundae in New York, que venceu o Oscar de Melhor Curta-Metragem (Animação) naquele ano. No filme, há uma representação do então prefeito Ed Koch meio atrapalhado com a canção, acompanhada por caricaturas de celebridades baseadas em Nova York (incluindo Alfred E. Neuman) e termina com a frase "Basicamente, eu acho que Nova York é muito terapêutica. Ei, uma maçã por dia é... uh... ótima para a constituição!" enquanto ele enterra o rosto em uma grande banana split com "FIM" escrito em sua cabeça careca. (Koch usou o mesmo clímax rallentando que Sinatra usou, embora com uma grande diferença: "A-number one, top of the list, king of the hill..." seguido de sua imitação de Groucho Marx completando, "...e incidentemente, um cara muito legal!")
A versão de Frank Sinatra também é reproduzida durante as celebrações anuais de Times Square no Dia de Ano Novo, imediatamente após o primeiro verso de "Auld Lang Syne" e a descida da bola da Times Square que marca o início do novo ano.
Tiny Tim gravou a canção com Brave Combo em sua última gravação, o álbum Girl, lançado em 1996.
No filme de animação da DreamWorks Animation Madagascar (2005), a canção é introduzida no Central Park Zoo, e Marty a canta mais tarde no meio da confusão de Alex, o Leão.
Em 2013, a canção foi tocada no funeral do ex-prefeito de Nova York, Ed Koch.
Em 2016, o cineasta americano e personalidade do YouTube, Casey Neistat, publicou um vídeo viral intitulado "Snowboarding with the NYPD", que foi acompanhado pela canção.
Durante a pandemia de COVID-19 em Nova York em 2020, a canção foi amplamente tocada na cidade por residentes que expressavam orgulho e solidariedade.